# Lars Jensen (Radsportler)
Lars Erik Jensen (* 3. März 1964 in Fausing (Midtjylland)) ist ein ehemaliger dänischer Radrennfahrer.

## Sportliche Laufbahn
Jensen war Teilnehmer der Olympischen Sommerspiele 1984 in Los Angeles. Im Mannschaftszeitfahren belegte Dänemark mit John Carlsen, Kim Eriksen, Lars Jensen und Søren Lilholt den 7. Platz.
Im Etappenrennen Sealink International Grand Prix 1985 wurde er hinter Joey McLoughlin Zweiter. Er startete für den Verein Hobro CC og Esbjerg CR.